# Epinephelus fuscoguttatus
Epinephelus fuscoguttatus és una espècie de peix de la família dels serrànids i de l'ordre dels perciformes.

## Morfologia
Els mascles poden assolir els 120 cm de longitud total i els 11 kg de pes.

## Distribució geogràfica
Es troba des del Mar Roig i l'Àfrica oriental fins a Samoa, Japó i Austràlia.